# West Palm Challenger 1985
Il West Palm Challenger 1985 è stato un torneo di tennis facente parte della categoria ATP Challenger Series nell'ambito dell'ATP Challenger Series 1985. Il torneo si è giocato a West Palm Beach negli Stati Uniti dal 23 al 29 settembre 1985 su campi in terra verde.

## Vincitori

### Singolare
Martin Wostenholme ha battuto in finale  Jaime Yzaga con il punteggio di 6–2, 1–6, 6–4

### Doppio
Derek Tarr /  Erik Van't Hof hanno battuto in finale  Leonardo Lavalle /  Jaime Yzaga con il punteggio di 6–2, 6–0